# Área de la higuera, el olivo y la vid
El área de la higuera, el olivo y la vid (en latín, Ficus, Olea, Vitis) es una zona de la explanada en el Foro Romano que no se encuentra pavimentada y donde crecen una higuera, un olivo y un pie de vid.

## Ubicación
El área sagrada se encuentra en las proximidades del Lacus Curtius, delante de los Rostra imperiales.

## Descripción
Se trata de un espacio cuadrado a cielo abierto de unos cuatro metros de lado que jamás ha sido pavimentado. En esta plaza de tierra suelta, surgieron por sí mismos, según Plinio el Viejo, una higuera y una planta de vid, a las que más tarde se añadió un olivo para hacer un poco de sombra. El área debió contener también un altar que fue destruido o desplazado en la organización de espectáculos de gladiadores en honor del divino Julio César. La estatua de Marsias, que se muestra en los Plutei Traiani, no debía estar muy lejos.
Los tres árboles que pueden verse hoy en día fueron replantados en el año 1956. La zona en la que se encuentran puede ser que a pesar de todo no se corresponda con el área antigua, Plinio parece indicar que las plantas surgieron en el límite del Lacus Curtius, una zona que hoy en día se encuentra pavimentada.